# Slagsas
Slagsas is een chemische substantie die door een schok of krachtige tik tot ontbranding of explosie kan komen. Het wordt gebruikt in slaghoedjes van patronen. Het bestaat uit een mengsel van kaliumchloraat en antimoonsulfide of uit een fulminaat.